# Akan jezik
Akan jezik (ISO 639-3: aka), jezik, odnosno makrojezik istoimene podskupine, šire skupine centralnih tano jezika, kojim govori 8 300 000 ljudi (2004 SIL) u Gani. Ovaj makrojezik sastoji se od individualnih jezika fanti [fat] i twi [twi] svaki s nekoliko dijalekata.
Postoji mnogi dijalekti: agona, anomabo fanti, abura fanti, gomua; ahafo, akuapem (akwapem twi, akuapim, akwapi, twi), akyem (akyem bosome), asante (ashante twi, asanti, achanti), asen, dankyira, fante (fanti, mfantse) i kwawu (kwahu).

## Glasovi
35: ph b kh g cC cCW djjF djjFW f CW m h i i~ I I~ e a a~ u u~ U U~ o O j th E d s n r nj njW wj

## Vanjske poveznice
- Ethnologue (14th)
- Ethnologue (15th)